# Vilela jezik
Vilela jezik (ISO 639-3: vil), gotovo izumrli jezik kojim govore istoimeni Vilela Indijanci iz argentinske provincije Chaco, blizu paragvajske granice. Ponekad se klasificira porodici vilela, ponekad široj porodici lule-vilela, koja obuhvaća i izumrli jezik lule.
Svega 20 govornika (1981 A. Buckwalter). Opasnost od izumiranja.

## Vanjske poveznice
- Ethnologue (14th)
- Ethnologue (15th)